# Linapacan (isola)
Linapacan è la più meridionale delle isole dell'arcipelago delle Calamian; si trova nel Mar Cinese Meridionale e appartiene alle Filippine. Si trova tra l'isola di Culion a nord e la punta nord dell'isola di Palawan a sud.
Amministrativamente l'isola fa parte della Provincia di Palawan ed è interamente contenuta nella Municipalità di Linapacan.  Il maggiore centro dell'isola è San Miguel (3.600 abitanti) che si trova nella parte nord dell'isola.
A San Miguel è presente la parrocchia cattolica di San Michele Arcangelo, fondata nel 1971, che appartiene al Vicariato apostolico di Taytay.
Nel 1990 a circa 60 km a ovest di Linapacan è stato scoperto un importante giacimento petrolifero chiamato West Linapacan. Il giacimento si trova alla profondità di circa 350 metri d'acqua. Esso è composto da due strutture principali chiamate West Linapacan A e B. Lo sfruttamento è gestito dalla società Nido Petroleum Ltd. La produzione nel campo A è iniziata nel maggio 1992 con una velocità iniziale di produzione di poco più di 18.700 barili di petrolio al giorno. All'inizio del 1996, il campo è stato chiuso in quanto era diventato antieconomico a causa di una eccessiva quantità di acqua presente nel greggio. Durante il periodo in cui è stato in servizio l'impianto ha prodotto un totale di 8,5 milioni di barili di petrolio. Il campo di West Linapacan B è stato perforato nel marzo 1993 per valutare le sue capacità che era di 2.900 barili di petrolio al giorno. Il pozzo è stato considerato sub-economico, pertanto è stato collegato e la produzione sospesa.